# Hwasong-15
Hwasong-15 (en hangul 화성 15, en español Marte-15) es un misil balístico intercontinental norcoreano. Según diversas estimaciones, con un alcance entre 8500 a 13000 km lo que le permite alcanzar la parte continental de los Estados Unidos.

## Prueba en noviembre del 2017

Boceto del Hwasong 15.

Comparación entre el Hwasong 15 y el Titan II.

Corea del Norte probó el misil por primera vez el 28 de noviembre de 2017. Fue disparado a las 2:48 a. m., hora local, alcanzó un apogeo a 4.475 km y un alcance de 950 km. El misil voló durante 53 minutos y cayó en el mar de Japón. Sin embargo, cuando el misil volvió a entrar en la atmósfera, se rompió en al menos tres trozos.
Según la película del lanzamiento el misil de la prueba fue disparado desde una estructura fija.

## Características

Trayectorias de Hwasong-14 y Hwasong-15

Se asemeja al misil estadounidense de los años 60 Titan II, o el misil soviético R-36, (SS-9 «Scarp»), pero más pequeño. Especialmente el diseño de la etapa inicial es sorprendentemente similar al misil Titan II. Las dimensiones del misil son 2,4 metros de diámetro y 22,4 metros de altura.
Según los analistas, su primera etapa tiene un sistema de motor principal de dos cámaras orientables con cardán, a diferencia de los Hwasong-12 y Hwasong-14 que tienen una cámara principal fija y cuatro cámaras de propulsión vernier.
Los motores principales de la primera etapa generan un empuje de 788 kN (alrededor de 80 toneladas). La potencia del motor principal se puede ajustar. El tiempo de encendido de la primera etapa es 139 s. Los dos motores principales son tipo RD-250/251 Peaktus. Emplea el conjunto de oxidante y combustible líquidos N204 / UDMH. Los cuatro motores de la segunda etapa son del tipo R-27 de la Unión Soviética. Aproximadamente de entre 40 a 50 toneladas de carga, la mayoría de las cuales es combustible.
El vehículo de transporte y elevador del misil posee 9 ejes. Es más grande que el empleado por el Hwasong-14 que solo posee 8 ejes. Y además, aunque es un derivado del camión maderero chino WS51200 se sospecha que ha sido fabricado en Corea. Sin embargo, al igual que el Hwasong-14, la película del lanzamiento indica que el misil fue disparado desde una plataforma de lanzamiento fija, no desde el vehículo.

## Alcance
Según su trayectoria el alcance máximo del misil es más de 13,000 km (8,100 millas), más que suficiente para llegar a Washington D. C. y al resto de los Estados Unidos. Pero el alcance efectivo esta condicionado por el peso de la cabeza de combate. Posiblemente una carga militar sea más pesada que la de prueba y reduzca el alcance. Cabe la posibilidad de que el ensayo del misil se realizase con una simulación del peso de la cabeza de combate real, pues no existen informes oficiales que constaten que se probase el alcance máximo del misil.